# Niidžima
Niidžima je ostrov protáhlého tvaru (11 ×2,5 km), nacházející se v Tichém oceánu, asi 30 km jihozápadně od ostrova Izu Óšima a asi 163 km jižně od Tokia. Ostrov je pod správou Japonska, žije na něm přibližně 2 700 osob.
Ostrov je vulkanického původu, je tvořen převážně ryolitovými horninami. Povrch je pokryt osmi lávovými dómy, soustředěnými ve dvou centrech (na severním a jižním okraji ostrova, oddělenými úžinou), nejmladší z nich jsou Aco-jama na severním okraji a Mukai-jama na jižním. Oba dómy byly vytvořeny během jediné zaznamenané erupce v 9. století. V 20. století byl ostrov často postihován zemětřeseními.

## Seznam vulkanických forem ostrova Niidžima
- Lávové dómy
  - Aci-jama (207 m)
  - Akazaki-no-mine (429 m)
  - Jinak-jama
  - Marušima-jama (230 m)
  - Minedži
  - Mijazuka-jama (432 m)
  - Mukai-jama (283 m)
  - Niidžima-jama (238 m)
  - Seto-jama
  - Siki-džima (105 m)